# 海軍前線章
海軍前線章(かいぐんぜんせんしょう、ドイツ語: Marine-Frontspange)は、ナチス・ドイツの勲章。

## 概要
海軍前線章はUボート乗組員を除く(Uボート前線章があるため)全ての海軍軍人を授与対象としていた。前線での戦闘を行えば授与対象となったが、実際に受けるためには他の勲章よりも多くの戦果を上げる必要があった。1944年11月19日にカール・デーニッツによって制定された。